# 필리프 홀로슈코
필리프 홀로슈코(슬로바키아어: Filip Hološko, 1984년 1월 17일 ~ )는 슬로바키아의 축구 선수로서, 포지션은 윙어이다.

## 축구인 경력

### 선수 경력
2001년 트렌친과 성인 계약을 체결하며 프로 무대에 데뷔하였다. 2002년 체코의 강호 슬로반 리베레츠로 이적하였다. 슬로반 리베레츠에서 활약한 3시즌 간 54경기에서 17골을 기록하였고 2006년 터키의 마니사스포르로 이적하였다.
마니사스포르에서 주전으로 활약하며 리그 65경기에서 21골을 성공시키는 활약을 펼치자 터키의 명문 클럽 베식타시에서 홀로슈코를 영입하였다. 선수에 현금을 더해 홀로슈코를 영입한 베식타스에 홀로슈코에 대해 지나치게 몸값을 높게 책정한 것이 아니냐는 비판이 일기도 하였으나 베식타시에서의 첫 시즌 라이벌 페네르바체를 상대로 골을 기록하고 컵대회 결승전에서 골을 기록하며 베식타시가 리그와 컵대회에서 모두 우승을 차지하는 데 혁혁한 공을 세우며 비판을 잠식시켰다. 하지만 2009-10 시즌 심각한 부상으로 시즌을 대부분 재활을 위해 보내어 5경기 출전 1골에 그쳤다.
2010년 이스탄불 B.B.로 임대 이적하였다.